# Distretto di Ballymena
Il distretto di Ballymena era una delle suddivisioni amministrative dell'Irlanda del Nord, nel Regno Unito. Fu creato nel 1973. Apparteneva alla contea storica di Antrim.
A partire dal 1º aprile 2015 il distretto di Ballymena è stato unito a quello di Larne e a quello di Carrickfergus per costituire il distretto di Mid e East Antrim.